# Петър Славов (музикант)
Вижте пояснителната страница за други личности с името Петър Славов.
Петър Славов – Пъпеша е български барабанист, джаз и рок музикант.

## Биография
Роден е на 13 август 1941 г. в София. Започва кариерата си на 15 години в „Джаза на оптимистите“, свири с различни джаз формации. В началото на 60-те години на ХХ век е в състава на орк. "Балкантон" с дир. Димитър Ганев. През 1965 г. става барабанист на „Джаз фокус 65“ – група, която легитимира българския джаз пред света. През 1967 г. групата в състав Милчо Левиев, Симеон Щерев, Любомир Мицов и Петър Славов участва на един от най-престижните джаз-форуми в света – фестивала в Монтрьо, Швейцария, където получават наградата на критиката. Следват турнета и записи в Европа. През 1968 г. издават албума „Jazz Focus'65 – Bulgarian Jazz Quartet“ в Западна Германия – първият български джаз албум, издаден отвъд Желязната завеса.
От 1970 до 1971 г. е барабанист на „Сребърните гривни“. В този период свири и с оркестър „София“, Леа Иванова, Константин Носов, „Симеон Щерев квартет“, оркестър „Експеримент“ и др. От 1979 до 2006 г. е барабанист и лидер на рокгрупата ФСБ. Участва като студиен музикант в много записи на филмова, театрална и рокмузика.
Баща е на музиканта Петър Славов-син.
Ментор е на десетки млади музиканти. Умира през 2008 г. в София.